# Costa Cruises
A Costa Cruises (olaszul: Costa Crociere), egy olasz hajózási társaság, amelyet 1854-ben alapítottak, és 2000 óta a Carnival Corporation & plc leányvállalata. Az olaszországi Genovában székelő cég elsősorban az olasz piacot szolgálja ki, de a társaság mind a tizennégy üdülőhajója (melyek mindegyike olasz lobogó alatt közlekedik), útvonalakat biztosít világszerte.

## Története
A Giacomo Costa által 1854-ben Giacomo Costa fu Andrea néven alapított vállalat eredetileg olívaolajokat és textíliákat szállító teherhajókat üzemeltetett. 1924 ben a társaságot az alapító fiainak (Federico, Eugenio és Enrico) adták át, és kereskedelmi tevékenységet kezdtek, megvásárolták a Ravenna hajót. 1947-ben a cég nevét Linea Costára módosították.
A kereskedelmi tevékenységek még egy évig folytatódtak, egészen 1948-ig, az utasszolgáltatások bevezetéséig. Onnantól kezdve rendszeres járatok közlekedtek Olaszország és Dél-Amerika között, az Anna C elnevezésű hajó fedélzetén. Ez volt az első óceánjáró, amely átlépte az Atlanti-óceán déli részét a második világháborút követően.
1959-ben a társaság fokozatosan áttért a körutazás jellegű hajózásra, a Földközi-tenger és a Karib-tenger térségében. A Linea Costa 1964-ben vette át első erre a célra tervezett üdülőhajót, és 1980-ig további 12 hajó birtokába jutott, így a társaság a világ legnagyobb személyhajó-flottájának tulajdonosa lett. 1986-ban a Linea Costa nevét Costa Cruises-ra változtatta, és üdülőút-központú társasággá vált.
1997 márciusában a Carnival Corporation és az Airtours PLC 300 millió dollárért megvásárolta a Costa Cruisest. Abban az időben a Costa Cruises volt Európa vezető hajótársasága, 19%-os piaci részesedéssel. A Carnival és az Airtours egyaránt megszerezte a társaság részvényeinek 50%-át.

### A Carnival Corporation & plc. leányvállalataként
2000-ben a Carnival Corporation teljes mértékben átvette az irányítást a Costa Crociere felett, miután 525 millió dollárért megvásárolta az Airtours 50%-át. 2002-ben a Carnival Corporation és a P&amp;O Princess Cruises egyesültek a Carnival Corporation & plc-t létrehozva, és mindkét társaság vagyonát egy társaság alá fogták. 2018-ig a Costa a Carnival Corporation & plc bevételének körülbelül 12%-át tette ki.
2004-ben a Costa Crociere felvásárolta az AIDA Cruises nevű hajózási céget Németországban. 2007-ben a Carnival Corporation és az Orizonia Group közös vállalkozásban létrehozta az Ibero Cruises-t. Az Ibero 2014-ben beleolvadt a Costa Cruises-ba.
2012-ben a vállalat neve nemzetközi figyelmet kapott, amikor a Costa Concordia 2012. január 13-án zátonyra futott és felborult Olaszországban, Isola del Giglio partjainál. A katasztrófában harminckét ember halt meg. Hat héttel később a cég ismét címlapokra került, amikor a Costa Allegran keletkezett tűz miatt a hajó 13 órán keresztül áram nélkül sodródott a kalózkodás miatt hírhedtté vált Szomália felségvizein, mielőtt elvontatták volna.
2018 februárjában a Costa bejelentette, hogy partnerséget kötött a Juventus futballklubbal.
2019 decemberében a Costa bemutatta a Costa Smeralda-t, és a második hajózási társaság lett, amely egy cseppfolyósított földgázzal (LNG) hajtott utasszállító hajót helyezett forgalomba, követve az AIDA egy évvel korábbi AIDAnova nevű hajóját. A Costa Smeraldához 2021 decemberében csatlakozott testvérhajója, a szintén LNG meghajtású Costa Toscana. 2020. január 30-án a Costa Smeraldát mintegy 6000 utassal együtt karanténba helyezték az olasz Civitavecchia kikötőben két Covid19-gyanús eset miatt.

### Piaci helyzet és demográfiai adatok
2015-ig a vállalat hajóin az olaszok adták az utasok 25-30%-át, utánuk a franciák, a németek és a spanyolok. Az észak-amerikaiak csak a hajók utasainak körülbelül 5-15%-át tették ki. Az angol minden hajón az "univerzális" nyelv, és a személyzet minden tagjának képesnek kell lennie arra, hogy kommunikáljon rajta.

A Travel Pulse-nak adott interjújában 2015-ben Scott Knutson, az észak-amerikai Costa Cruises alelnöke a következőket mondta a cég hajózási iparban elfoglalt helyzetéről és a nemzetközi közönséghez való alkalmazkodás módjáról:
A legfontosabb, amit szem előtt kell tartani, hogy nemzetközi vállalat vagyunk. Egyedülálló pozícióban vagyunk, mint az egyetlen nemzetközi márka, amely még nem igazította termékeit az amerikai piacra. Ez a hitelesség lehetővé teszi számunkra, hogy a piac egy bizonyos szegmensébe menjünk. Azoknak a nyaralóknak tetszik a nemzetközi élmény – az étel, a bor, a kiszolgálás.

### Átmeneti leállás a Covid19-járvány miatt
A világon a legtöbb hajóutat 2020 márciusában törölték a Covid19 világjárvány miatt. 2020 szeptemberében a CDC megtiltotta a hajózást az Egyesült Államokban legkorábban 2020. október 31-ig, de más országok már engedélyezték a hajóutak újraindítását.
A Costa szeptember 6-án újraindította tevékenységét Olaszországban, kezdetben két hajóval, a Costa Deliziosával és a Costa Diademával. Ekkor a társaság kizárólag olasz utasokat fogadott. 2020. szeptember 27-től azonban a Costa Cruises szolgáltatásai minden olyan európai állampolgár számára elérhető, akik az olasz miniszterelnök legutóbbi rendeletében felsorolt országok bármelyikében laknak. A vállalat szigorú egészségügyi protokollt vezetett be, hogy megvédje munkatársait és vendégeit.
A 2021. január 9-i jelentés szerint egyes hajótársaságok azt remélik, hogy a közeljövőben újraindíthatnak néhány hajót Európában, de hozzátették, hogy "még nem látható, hogy a kontinens nagy része még mindig lezárásban lesz -e". A Costa webhelye akkoriban azt jelezte, hogy januárban nincs hajózás, de reményei szerint február 28-án indulhat a Costa Firenze, április 2-án a Costa Deliziosa, április 3-án a Costa Magica, és így tovább. Kezdetben csak olasz kikötőket használnának, és a fokozatos újraindítás csak Olaszországból érkező vendégeket fogadna.

## Flotta

### Jelenlegi flotta
| Hajó                                           | Épült             | Építő                                    | A Costa szolgálatába állt | Bruttó tonna      | Zászló            | Megjegyzések | Kép               |
| Atlantica osztály                              | Atlantica osztály | Atlantica osztály                        | Atlantica osztály         | Atlantica osztály | Atlantica osztály | Atlantica osztály | Atlantica osztály |
| ---------------------------------------------- | ----------------- | ---------------------------------------- | ------------------------- | ----------------- | ----------------- | --- | ----------------- |
| Costa Mediterranea                             | 2003              | Kværner Masa-Yards Helsinki New Shipyard | 2003                      | 85,619 tonna      | Olaszország       | 2021-ben áthelyezik egy új, kínai hajótársasághoz..                                                                              |                   |
| Fortuna osztály                                |                   |                                          |                           |                   |                   | |                   |
| Costa Fortuna                                  | 2003              | Fincantieri                              | 2003                      | 102,587 tonna     | Olaszország       | Megegyezik Carnival Triumph és a Carnival Victory elnevezésű hajókkal.                                                           |                   |
| Costa Magica                                   | 2004              | Fincantieri                              | 2004                      | 102,587 tonna     | Olaszország       | Tervek szerint, 2022 közepén áthelyezték volna a Carnival Cruise Line-hoz, helyette a Costa Luminosa-t veszi át a hajóstársaság. |                   |
| Concordia osztály                              |                   |                                          |                           |                   |                   | |                   |
| Costa Serena                                   | 2007              | Fincantieri                              | 2007                      | 114,500 tonna     | Olaszország       | |                   |
| Costa Pacifica                                 | 2009              | Fincantieri                              | 2009                      | 114,500 tonna     | Olaszország       | |                   |
| Costa Favolosa                                 | 2011              | Fincantieri                              | 2011                      | 114,500 tonna     | Olaszország       | Módosított Concordia osztályú hajó.                                                                                              |                   |
| Costa Fascinosa                                | 2012              | Fincantieri                              | 2012                      | 114,500 tonna     | Olaszország       | Módosított Concordia osztályú hajó.                                                                                              |                   |
| Luminosa osztály (Hibrid Spirit/Vista osztály) |                   |                                          |                           |                   |                   | |                   |
| Costa Luminosa                                 | 2009              | Fincantieri                              | 2009                      | 92,720 tonna      | Olaszország       | Hibrid dizájn az Atlantica és a Vista osztály között.                                                                            |                   |
| Costa Deliziosa                                | 2010              | Fincantieri                              | 2010                      | 92,720 tonna      | Olaszország       | Hibrid dizájn az Atlantica és a Vista osztály között.                                                                            |                   |
| Diadema (Dream) osztály                        |                   |                                          |                           |                   |                   | |                   |
| Costa Diadema                                  | 2014              | Fincantieri                              | 2014                      | 133,019 tonna     | Olaszország       | Módosított Dream osztályú hajó.                                                                                                  |                   |
| Venezia osztály                                |                   |                                          |                           |                   |                   | |                   |
| Costa Venezia                                  | 2019              | Fincantieri                              | 2019                      | 135,225 tonna     | Olaszország       | Módosított Vista osztályú hajó. A kínai piacot szolgálja.                                                                        |                   |
| Costa Firenze                                  | 2020              | Fincantieri                              | 2020                      | 135,500 tonna     | Olaszország       | Eredetileg a kínai piacra tervezték, de később áthelyezték a Földközi-tengerre. A Costa Venezia testvérhajója.                   |                   |
| Excellence osztály                             |                   |                                          |                           |                   |                   | |                   |
| Costa Smeralda                                 | 2019              | Meyer Turku                              | 2019                      | 185,010 tonna     | Olaszország       | Az eddigi legnagyobb hajó, amit a Costa számára építettek. LNG hajtja.                                                           |                   |

### Jövőbeli hajók
| Hajó          | A Costa szolgálatában | Építő       | Bruttó tonna  | Zászló      | Megjegyzések | Kép |
| ------------- | --------------------- | ----------- | ------------- | ----------- | --- | --- |
| Costa Toscana | 2021. december        | Meyer Turku | 185,010 tonna | Olaszország | Eredetileg 2020-ra tervezték, de a szállítási dátumot 2021 júniusára módosították a Mardi Gras elrendelése után. Ismét késik 2021 decemberéig a COVID-19 járvány miatt. A Costa Smeralda testvérhajója. LNG működteti. | -   |

### Korábbi hajók
| Hajó                               | A Costa szolgálatában        | Megjegyzések | Kép                |
| Különböző esetek                   | Különböző esetek             | Különböző esetek | Különböző esetek   |
| ---------------------------------- | ---------------------------- | --- | ------------------ |
| Giovanna C                         | 1947–1953                    | |                    |
| Luisa C                            | 1947–1955                    | Asanao néven épült 1919-ben. Eladva és átnevezve Robert Luckenbach-nak 1922-ben. Costai szolgálata után eladták 1955-ben, és átnvezték Sula-nak. 1959-ben leselejtezték. |                    |
| Maria C                            | 1947–1953                    | 1953-ban leselejtezték. |                    |
| Andrea C                           | 1948–1981                    | 1942-ben épült Ocean osztályú rakodóhajónak. 1948-ban átépítették utasszállítónak. 1982-ben leselejtezték. |                    |
| Anna C                             | 1948–1971                    | Korábban a Prince Line Southern Prince elnevezésű hajója. Rekvirálták HMS Southern Prince-ként a II. világháborúban. Egy komoly tűzeset után 1971-ben leselejtezték. |                    |
| Franca C                           | 1952–1977                    | A világ egyik legrégebben szolgálatban álló hajója volt, amikor végül 2009-ben nyugdíjba vonult. 2015-ig félretették, majd átalakították egy szárazföldi szállodává Indonéziában, és átnevezték Doulos Phos, The Ship Hotelre. | Franca C           |
| Federico C                         | 1958–1983                    | Elhagyták, majd elsüllyedt 2000-ben, miután a gépház el lett ársztva. | Federico C         |
| Bianca C                           | 1959–1961                    | 1961. október 24-én elsüllyedt, miután kigyulladt. | Bianca C           |
| Enrico C                           | 1965–1994                    | 1994-ben eladták az MSC Cruises-nak, és átnvezték Symphony-nak. 2001-ben leselejtezték. | Enrico C           |
| Eugenio C                          | 1966–1996                    | Alangban leselejtezték 2005-ben. | Eugenio C          |
| Carla C Carla Costa                | 1967–1992                    | Aliagában leselejtezték 1994-ben. | Carla C            |
| Flavia                             | 1968–1982                    | Korábban a Cunard Line RMS Media-ja. 1989-ben leselejtezték egy tűz után. | Flavia C           |
| Fulvia C                           | 1969–1970                    | 1970. július 20-án elsüllyedt, miután a gépház felrobbant és kigyulladt. |                    |
| Italia                             | 1974–1983                    | 2010-ben végleg leselejtezték. | Italia             |
| Renaissance                        | 1977–1981                    | 2010-ben végleg leselejtezték. |                    |
| Danae C                            | 1979–1992                    | 2015-ben végleg leselejtezték. | Costa Danae        |
| Daphne C                           | 1979–1997                    | 2014-ben végleg leselejtezték. | Daphné C           |
| Amerikanis                         | 1980–1984                    | A Chandris Line-tól bérelve 1980 és 1984 között. Alangban leselejtezték 2001-ben. |                    |
| Columbus C                         | 1981-1984                    | 1984-ben beszorult egy hullátörőgátba, majd részlegesen felborult. Később leselejtezték. | Columbus C         |
| Costa Riviera                      | 1981–2002                    | Alangban leselejtezték 2002-ben. | Costa Riviera      |
| Costa Playa                        | 1995–1998                    | Kínában leselejtezték 2009-ben. |                    |
| Costa Tropicale                    | 2001–2005                    | Korábban aCarnival Cruise Line Tropicale hajója. Alangban leselejtezték 2021-ben. | Costa Tropicale    |
| Costa Europa                       | 2002–2010                    | Eladva a Thomson Cruises-nak 2010-ben. 2020-ban visszavonult. Jelenleg Görögországban van félretéve bizonytalan jövővel. (Várhatóan eladják alkatrészként) | Costa Europa       |
| Costa Voyager                      | 2011–2014                    | Korábban a Iberocruceros Voyager hajója. 2014-ben eladták a Bohai Ferry Company-nak, és átnevezték Chinese Taishan-ra. | Costa Voyager      |
| Costa neoRiviera                   | 2013–2019                    | Korábban a Festival Cruises Mistral-ja, és az Iberocruceros Grand Mistral-ja. Áthelyezték az AIDA Cruises-hoz, és AIDAmira-ként üzemel 2019 decembere óta. | Costa neoRiviera   |
| Marina osztály                     |                              | |                    |
| Costa Marina                       | 1988–2011                    | Átalakítva teherhajóvá. Alangban leselejtezték 2014-ben. | Costa Marina       |
| Costa Allegra                      | 1989–2012                    | Átalakítva teherhajóvá. Visszavonult a szolgálattól miután kigyulladta gépháza. Alangban leselejtezték | Costa Allegra      |
| Classica osztály                   |                              | |                    |
| Costa Classica Costa neoClassica   | 1991–2018                    | Eredetileg Costa Classica, 2014-ben 18 millió euró értékében felújították, és átnevezték Costa neoClassica-nak. 2018 márciusában eladták a Bahamas Paradise Cruise Line-nak, és most Grand Classica- ként üzemel. | Costa neoClassica  |
| Costa Romantica Costa neoRomantica | 1993-2020                    | Eredetileg Costa Romantica, 2012-ben 90 millió euró értékében felújították, és átnevezték Costa neoRomantica-nak. A hajót eladták a Celestyal Cruises-nak és 2020 augusztusában elhagyta a flottát. | Costa neoRomantica |
| Victoria osztály                   |                              | |                    |
| Costa Victoria                     | 1996–2020                    | Eladták a Genova Transporti Maritimi-nek. Alangban szétbontották. | Costa Victoria     |
| Costa Olympia                      | Soha nem lépett szolgálatba. | Eredetileg a Costa Cruises rendelte a Costa Victoria testvérhajójának. Az építése közben pénzügyi válságba került a Bremer Vulkan hajógyár. A befejezetlen testet eladták a Norwegian Cruise Lines-nak, és újjáépítették Norwegian Sky néven. | Norwegian Sky      |
| Spirit osztály                     |                              | |                    |
| Costa Atlantica                    | 2000–2020                    | Eladták a CSSC Carnival Cruise Shipping-nek 2018 novemberében, majd 2020-ban szállították le. | Costa Atlantica    |
| Concordia osztály                  |                              | |                    |
| Costa Concordia                    | 2006–2012                    | 2012. január 13-án zátonyra futott, és részlegesen felborult. A roncsot később elszállították Genovába, ahol szétszedték. | Costa Concordia    |
| Costa Splendor                     | Soha nem lépett szolgálatba. | Eredetileg a Costa Cruises számára lett rendelve, de építése közben áthelyezték a Carnival Cruise Line-hoz, és Carnival Splendor lett. | Carnival Splendor  |
| Holiday osztály                    |                              | |                    |
| Costa Holiday                      | Soha nem lépett szolgálatba. | Korábban a Carnival Cruise Line Holiday nevű hajója, az Iberocruceros Grand Holiday hajója.Megörökölve az Iberocruceros-tól, miután a társaság teljesen beleolvadt a Costába. Bár a Costának volt érdekeltsége a Grand Holiday szolgálatban tartásában, végül félretették mielőtt eladták a Cruise & Maritime Voyages-nek. Alangban leselejtezték 2021-ben. | Grand Holiday      |
| Costa Celebration                  | Soha nem lépett szolgálatba. | Korábban a Carnival Cruise Line Celebration hajója, és az Iberocruceros Grand Celebration hajója. Megörökölve az Iberocruceros-tól, miután a társaság teljesen beleolvadt a Costába. Renoválták és átnevezték. A Costa szolgálatába állása előtti nap eladták a Bahamas Paradise Cruise Line-nak. Alangban leselejtezték 2021-ben.                          | Grand Celebration  |

## Balesetek és események

### MVBianca C.
1961. október 22-én a Bianca C. gépházában robbanás történt, mialatt Grenada partjainál hajózott. A személyzet két tagja meghalt a robbanásban, amit tűzvész követett. A helyi halászok segítettek kimenteni az utasokat és a személyzetet, de mivel a helyi hatóságok nem rendelkeztek a tűz eloltásához szükséges felszereléssel, a hajót hagyták teljesen leégni, amíg a brit HMS Londonderry fregatt meg nem érkezett Puerto Ricóból. Mivel a leégett hajó akadályozta a kikötő forgalmát, ezért a Londonderry egy másik helyre vontatta, ahol október 24-én elsüllyedt.

### Costa Concordia

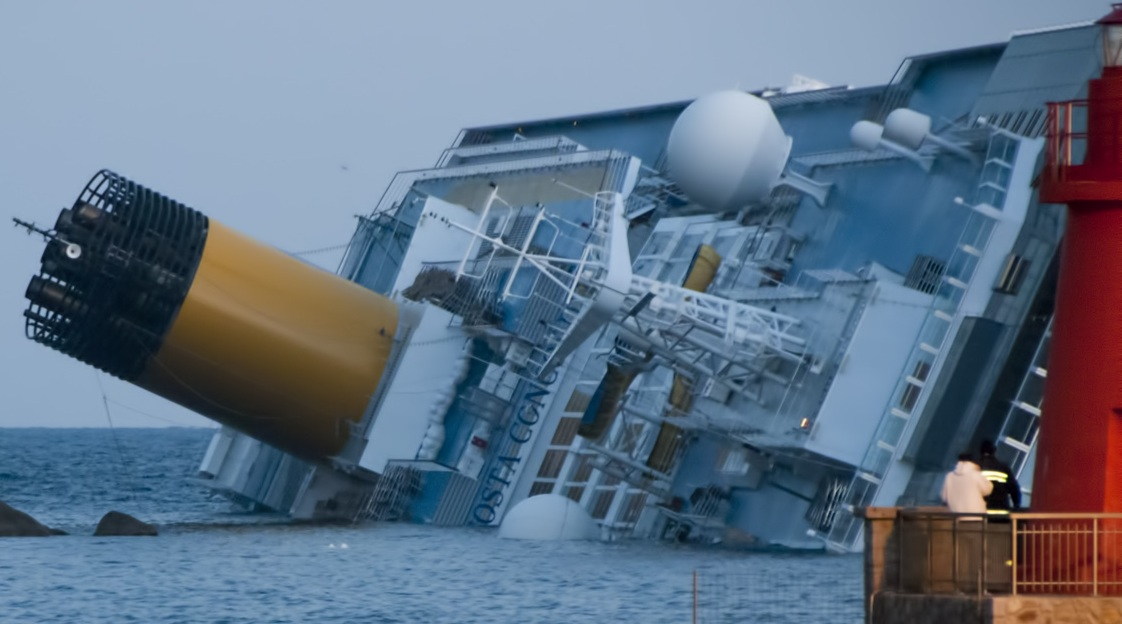
A felborult Costa Concordia

2012. január 13-án a Costa Concordia zátonyra futott a toszkánai Isola del Giglio mellett. A hajó felborult és félig elsüllyedt, 32 halálos áldozatot követelve. 2013-ban a hajót visszafordították, majd 2014 júliusában kiemelték. Öt nap alatt vontatták el a genovai kikötőbe, ahol lebontották, és 2017-re teljesen leselejtezték. A kiemelés és a bontás teljes költsége meghaladja a 2 milliárd dollárt.
2015. február 11-én a hajó kapitányát, Francesco Schettinót bűnösnek találta egy olasz bíróság gondatlanságból elkövetett emberölésben, hajótörés okozásában és az utasai cserbenhagyásában. Tettéért 16 év börtönre ítélték. Egy olasz fellebbviteli bíróság 2016. május 31-én helybenhagyta az elsőfokú ítéletet.

### Costa Allegra
2012. február 27-én Costa Allegra gépházában tűz ütött ki, aminek következtében a főgépek leálltak, és a hajó irányíthatatlanul sodródott az Indiai-óceánon. Több napi hánykolódás után, a hajót a Seychelle-szigetek Desroches szigetére vontatták, de nem tudott ott kikötni. Ezután a seychelle-szigeteki Mahébe vontatták, ahol az utasok elhagyták a fedélzetet. Áldozatokról nem érkezett jelentés.
2012. március 9-én bejelentették, hogy a Costa Allegra nem tér vissza a Costához, és a Themis Maritime Ltd hajótársaságnak adták át. 2012 végén a hajót partra futtatták a törökországi Aliagában, és leselejtezték.

## Képtár

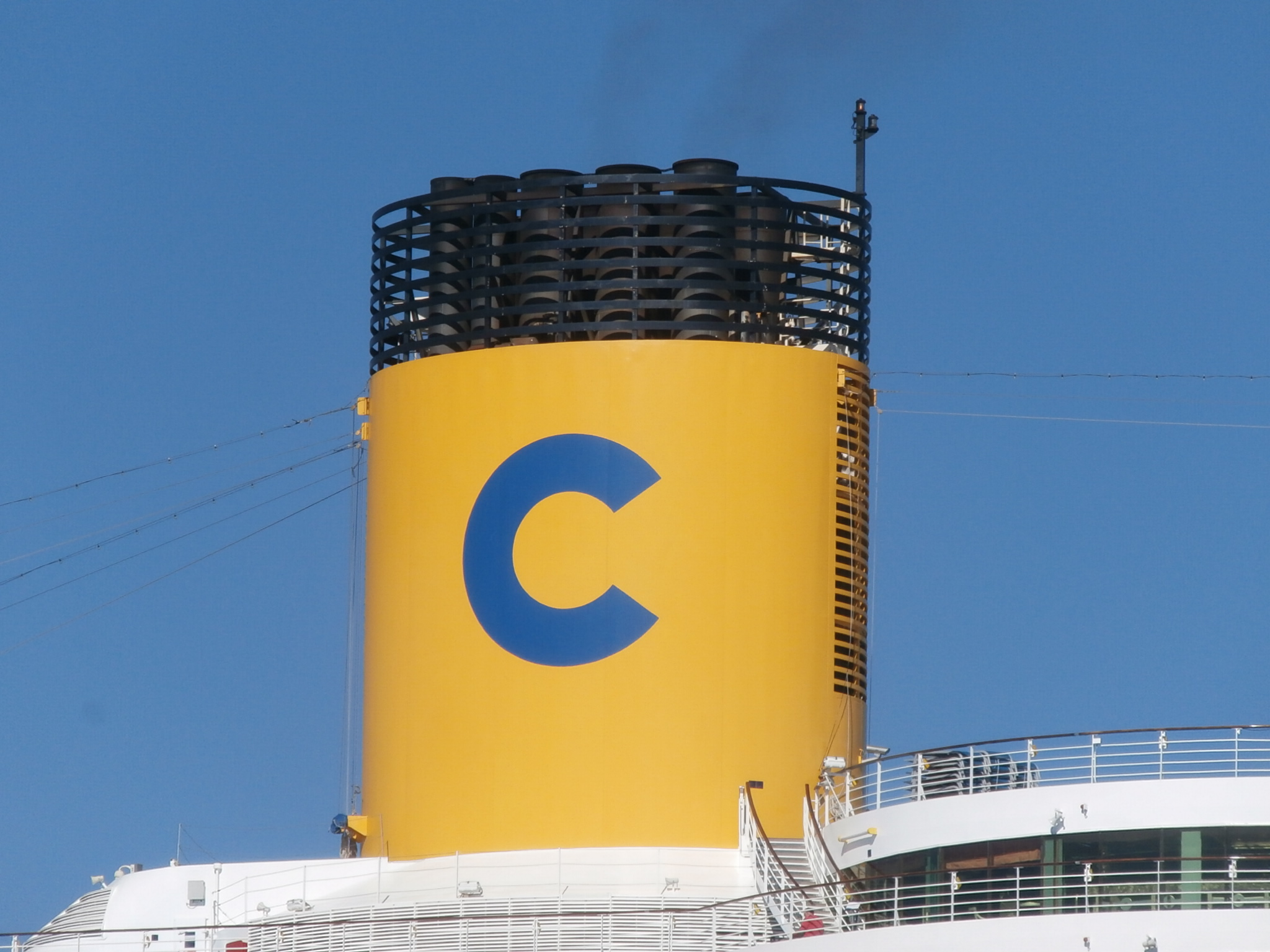
A Costa Mediterranea kéménye
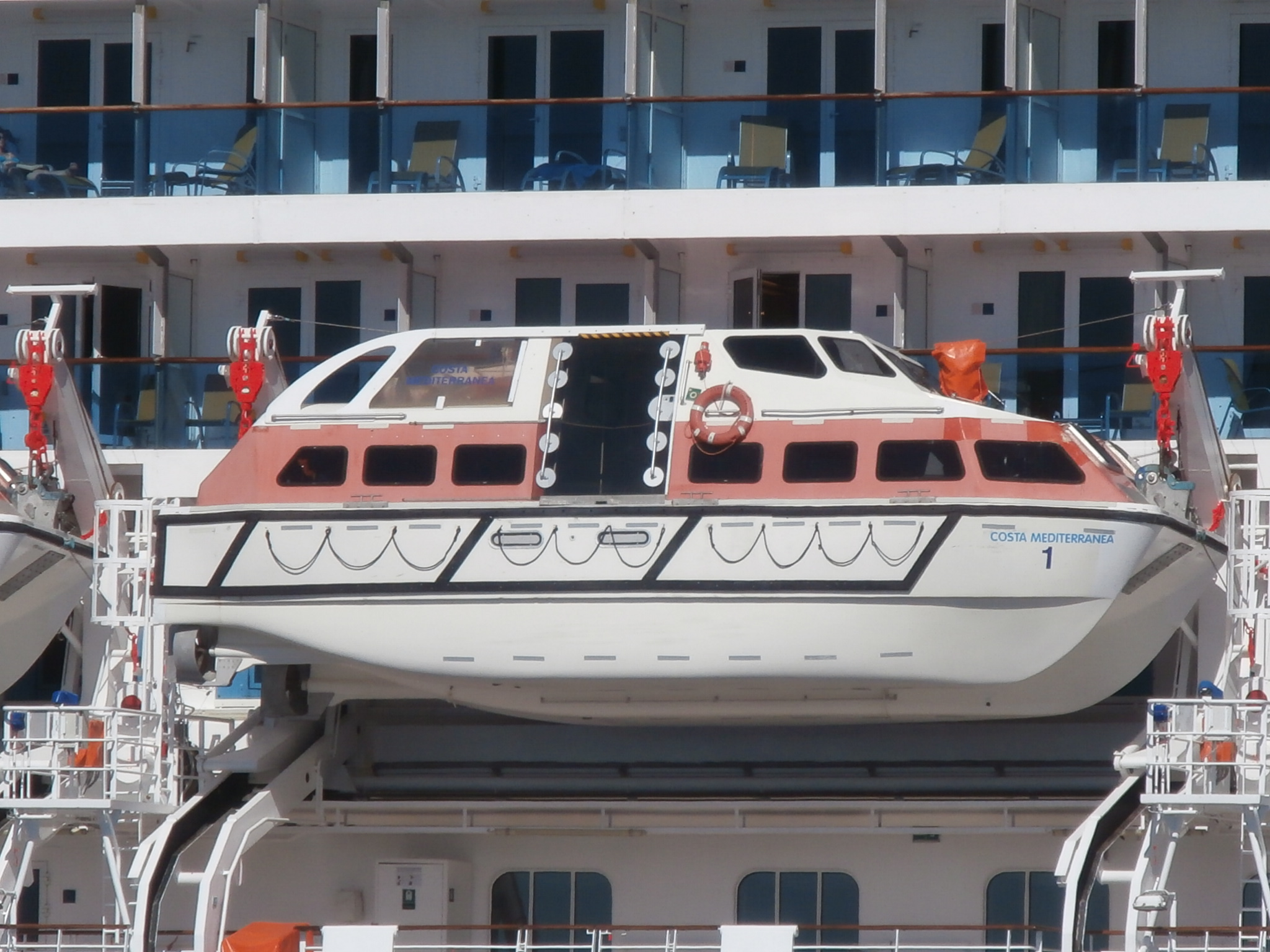
A mentőcsónakot kétszer használták vitorláshajóként a Costa Mediterranea-n.
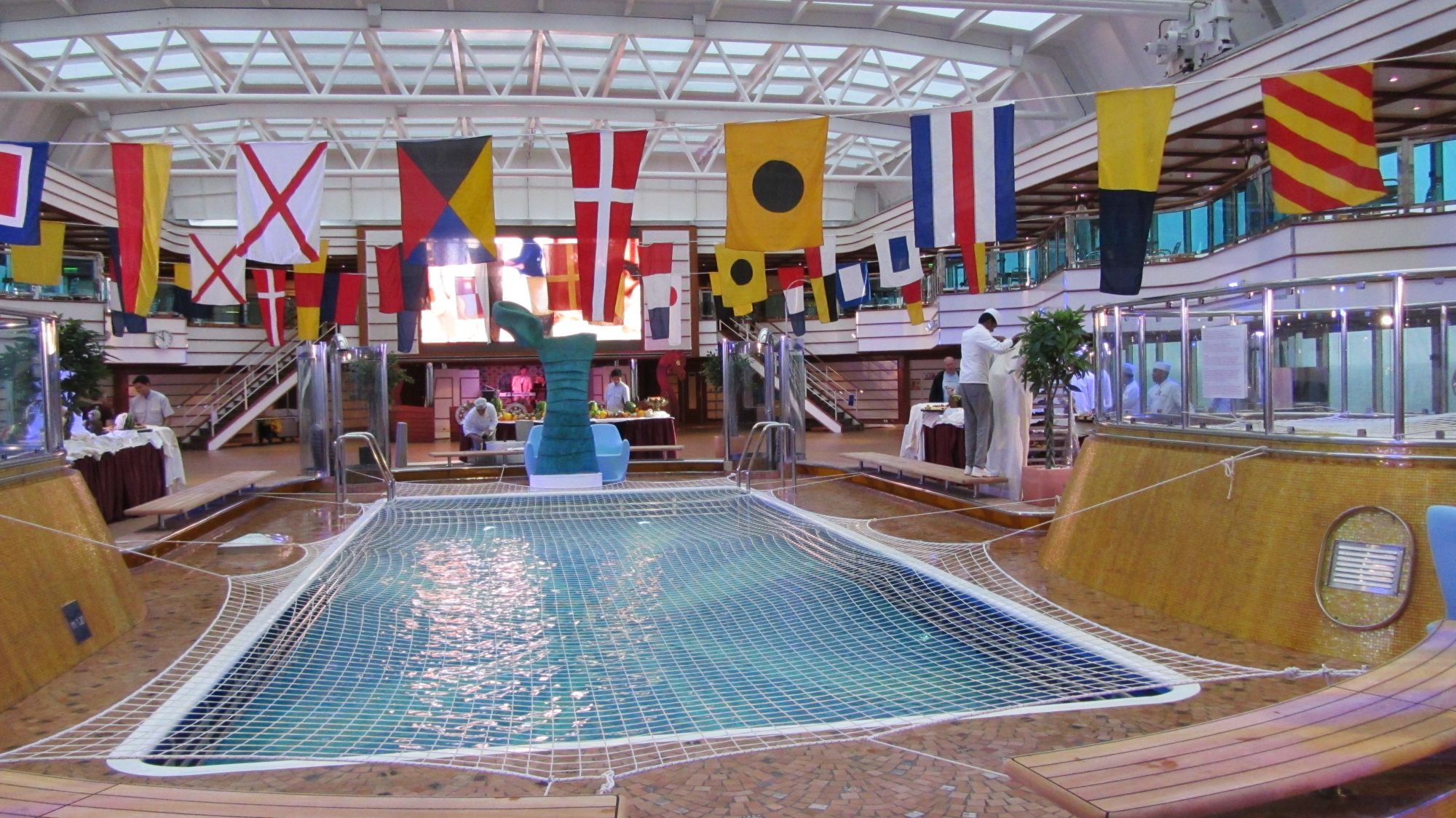
Központi medence a Costa Luminosa-n.
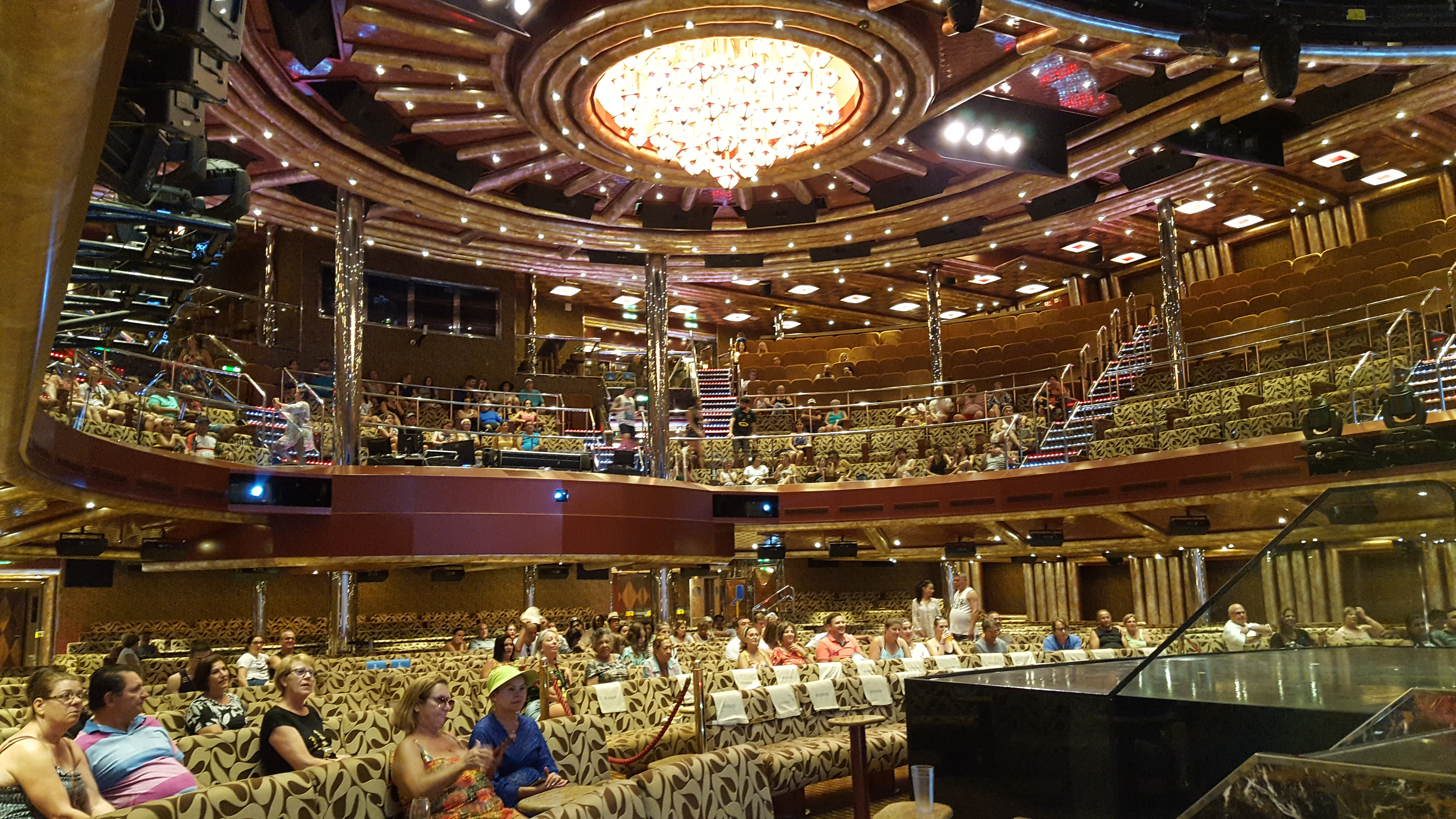
Színház a Costa Favolosa fedélzetén.
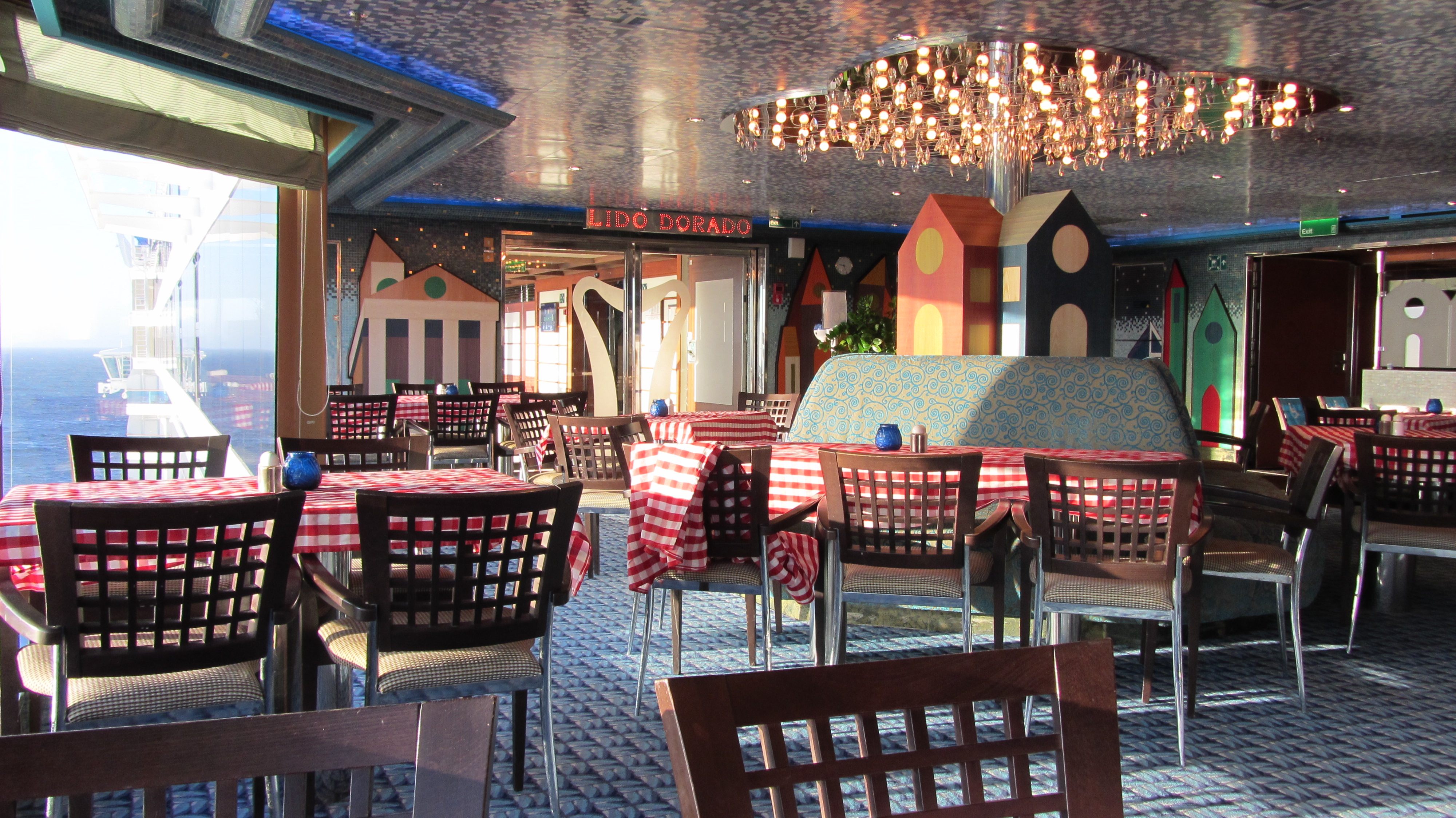
Svédasztalos Costa Luminosa.

## Fordítás
- Ez a szócikk részben vagy egészben  a   Costa Cruises című angol Wikipédia-szócikk ezen változatának fordításán alapul.  Az eredeti cikk szerkesztőit annak laptörténete sorolja fel. Ez a jelzés csupán a megfogalmazás eredetét és a szerzői jogokat jelzi, nem szolgál a cikkben szereplő információk forrásmegjelöléseként.